# Estrellita
Estrellita è un cortometraggio muto italiano del 1910 diretto da Luigi Maggi.